# Sopa de lima
La sopa de lima es una preparación culinaria tradicional de la gastronomía yucateca.Se trata de un caldo ligero de pavo o pollo, aderezado con diversas especias como el orégano, clavo y comino (entre otras) y destacándose el uso de una variedad local yucateca de cítrico conocido como lima agria. Se sirve acompañado de tiras de tortilla de maíz frita y chile habanero. Este platillo es generalmente considerado apto para la comida o la cena.

## Historia
La sopa de lima es uno de los platillos más representativos de la cocina yucateca y por ende, de la cocina mexicana. Como en la mayoría de las recetas mexicanas, no existen datos precisos acerca del autor de esta receta, pero ya que la lima ácida es un producto que llegó a América con los conquistadores españoles, podemos decir con certeza que este platillo —si bien tiene ingredientes prehispánicos— es producto del mestizaje culinario de México.

## Valor nutricional
El valor calórico de la sopa de lima es bajo (cada 100 gramos aportan 30 calorías aproximadamente), es fuente de calcio y debido a la adición de jugo de lima fresco, es rica en vitamina C. La cáscara de este mismo cítrico (que se adiciona durante la cocción) contiene compuestos fenólicos y antioxidantes.